# 東京ディズニーランドのグリーティングの一覧
東京ディズニーランドのグリーティングの一覧（とうきょうディズニーランドのグリーティングのいちらん）は東京ディズニーランド内に存在する、グリーティング施設とグリーティングの行われている場所の一覧である。
『グリーティング（Greeting）』とは日本語であいさつという意味。ディズニーの仲間たちがゲストと触れ合うために現れる施設・場所の一覧と考えてもらえばよい。
カメラマンによる有料写真のサービスも行われているが拒否することも可能。また、自身のカメラで撮影を依頼してもらうのも無料で出来る。もちろん、撮影しなくてもキャラクターとただ触れ合うだけも出来る。

## 実施時間が公表されているグリーティング施設・場所
2021年5月現在。

### シアターオーリンズ（キャラクターグリーティング）
新型コロナウイルス感染症の影響により、2020年7月1日以降、「レッツ・パーティグラ!」が休止中のため、2020年10月5日より実施。エントリー受付対象施設。

### プラザパビリオン・バンドスタンド前（キャラクターグリーティング）
「スーパードゥーパー・ジャンピンタイム」終了後、2019年2月4日よりグリーティング施設として実施。2020年10月5日よりエントリー受付対象施設。

### メインエントランス整列グリーティング
メインエントランスのベビーカー＆車イス・レンタル側とメインストリート・ハウス側で行われている整列グリーティング。実施時間はHPなどで公表されており、日によって異なるが、原則日没まで。
2019年3月26日より休止。
- メインストリート・ハウス側のグリーティングキャラクターはミッキーマウス。
- ベビーカー＆車イス・レンタル側のグリーティングキャラクターは日によって変わる。ミニーマウスやドナルドダック、プーさんなど。

## 各テーマランドのグリーティング
- 以下は時間が公表されていないグリーティングである。

### ワールドバザール
主にメインエントランスで行われ、パークの中でもっとも多くのキャラクターに会うことができる。実施は日没前まで。雨天時は屋根のある場所で行われる。また、朝の開園時はメインエントランスではなくプラザでグリーティングが行われている。
会えるキャラクター
ミッキーやその仲間たち、ピノキオやピーターパンの仲間たちからディズニープリンセスなど多くのキャラクター。

### アドベンチャーランド
主にカリブの海賊付近や魅惑のチキルーム付近などでキャラクターに会うことができる。
会えるキャラクター
ジャングル・ブックのキャラクター、リロ・アンド・スティッチのキャラクター、ホセ・キャリオカ、パンチート、パイレーツ・オブ・カリビアンのジャック・スパロウなど。

### ウエスタンランド
主に蒸気船マークトウェイン号の乗り場付近やカントリーベア・シアター付近などでキャラクターに会うことができる。
会えるキャラクター
カントリーベアたち、トイ・ストーリーに登場するウッディやジェシーなど。

### クリッターカントリー
主にラケッティのラクーンサルーン付近で行われる。
会えるキャラクター
「南部の唄」に登場するブレア・ラビット、ブレア・フォックス、ブレア・ベアや「ポカホンタス」、「バンビ」に登場するキャラクターなど。スプラッシュ・マウンテンが運休している時は、ベリーを摘みにきたミニーが登場する事がある。

### ファンタジーランド
ファンタジーランドのパレード出入り口から登場し、ファンタジーランド全域でグリーティングが行われる。ファンタジーランドにプーさんのハニーハントがあるが、2014年現在プーさんとその仲間たちのグリーティングはファンタジーランドでは行われていない。
会えるキャラクター
シンデレラ、白雪姫、バンビ、眠れる森の美女、ロビン・フッド、ピノキオ、ピーターパン、美女と野獣、ふしぎの国のアリス、ノートルダムの鐘、メリー・ポピンズ、塔の上のラプンツェルに登場するキャラクターなど。

### トゥーンタウン
トゥーンタウンの中央にあるシティーホールの鐘が鳴るとキャラクターが登場し、トゥーンタウン全域で行われる。シティーホールから登場しない場合もある。ミッキーの家とミート・ミッキーがメンテナンスの際はミッキーマウスも登場することもある。
会えるキャラクター
ドナルドダック、デイジーダック、スクルージマグダック、グーフィー、プルート、マックス、チップとデール、クラリス、クララベル・カウ、ホーレス・ホースカラー、シリーシンフォニーに登場するキャラクターなど。

### トゥモローランド
モンスターズ・インク“ライド&ゴーシーク!”付近やスペース・マウンテン付近でキャラクターに会うことができる。
会えるキャラクター
トイ・ストーリーに登場するグリーン・アーミーメン、Mr.インクレディブル、リロ・アンド・スティッチ、スター・ウォーズに登場するストームトルーパーなど。